# Skeleton Key
Skeleton Key, sous-titré L'Île de tous les dangers, est le troisième roman de la série Alex Rider écrite par Anthony Horowitz. Il est publié le 8 juillet 2002 au Royaume-Uni puis le 7 février 2003 en France.
Un mystérieux trafic inquiète les autorités américaines. Celles-ci demandent à leurs confrères britanniques de leur prêter Alex Rider, le seul agent suffisamment jeune pour noyer les soupçons. La mission d'Alex est de faire de son mieux, laissant faire deux agents plus âgés. Mais Alex n'est pas décidé à se laisser faire...

## Résumé
Le roman s'ouvre sur l'île fictive de Skeleton Key, au large de Cuba. Trois hommes fournissent de l'uranium au général Alexei Sarov. Ils lui demandent alors de leur donner un quart de million de dollars supplémentaires, faute de quoi ils s'adresseront aux autorités américaines. Se sentant menacé, le général Sarov éteint les feux de piste avant que l'avion ne décolle, condamnant les trafiquants à une mort certaine s'ils ne tentent de décoller. Cependant, avant qu'ils prennent une décision, les feux se rallument. Alors que les deux hommes se croient tirés d'affaire, attribuant l'extinction des feux à une vulgaire panne d'électricité, ils se rendent compte que ceux ci les dirige vers des mangroves infestées de crocodiles. Ils y plongent avant de pouvoir réagir, les condamnant.
Pendant ce temps, il est révélé que le vrai Alex Rider a survécu au combat avec son clone, à la fin du tome 2. John Crawley le chief of staff du MI6, offre à Alex de devenir ramasseur de balle à Wimbledon, afin d'enquêter sur un cambriolage extrêmement sophistiqué. Les caméras et et les alarmes avaient été désactivées et, sans un garde qui aura aperçu l'intru, personne n'en aurait rien su. Alex met hors d'état de nuire un membre des triades qui empoisonnait l'eau d'une fontaine à l'aide d'une télécommandé pour faire perdre les meilleurs joueurs de tennis contre un inconnu complet afin de parier sur lui. Néanmoins, en représailles Alex est pris pour cible par le Big Circle qui tente de le tuer à deux reprises. Après deux tentatives d'assassinat, le MI6 et la CIA s'arrangent pour envoyer Alex au loin pour sa propre sécurité. Il est associé aux agents de la CIA Tom Turner et Belinda Troy et envoyé à Skeleton Key pour enquêter sur Sarov. Alex, Turner et Troy se familiarise avec leur couverture avant que Turner ne rencontre le Salesman, un vendeur de marchandises illégales, celui qui aurait vendu l'uranium à Sarov. Néanmoins, il démasque Turner et s'enfuit avec lui pour s'en débarrasser. Troy comprend alors qu'il a été démasqué et Alex le sauve en s'introduisant sur la navire au moment où celui-ci quitte le port et sauve Turner en mettant le feu au navire et en le libérant, néanmoins alors qu'il n'avait que mis le feu au navire celui-ci explose tuant tout le monde à bord. Turner et Troy reproche donc à Alex cette explosion.
Sur Skeleton Key, Alex remarque un compteur Geiger dans une console Game Boy Advance que ses "parents" lui ont offerte, et en déduit que Turner et Troy ont été envoyés sur l'île à la recherche d'une bombe nucléaire. Turner et Troy révèlent à contrecœur leurs soupçons et leur plan pour infiltrer la résidence de Sarov - la Casa de Oro - en faisant de la plongée sous-marine dans une grotte située en dessous, où se trouve une échelle autrefois utilisée par les contrebandiers et qui mène au terrain. Alex les accompagne mais reste sur le bateau tandis que Turner et Troy vont sous l'eau. Lorsqu'ils ne reviennent pas au bout d'un certain temps, Alex plonge et, après une rencontre avec un requin, découvre un piège mécanique caché qui a empalé Turner et Troy, ce qui tue également le requin. Lorsqu'il refait surface, Alex est capturé par Conrad, le bras droit de Sarov, qui le drogue. Alex dit la vérité à contrecœur lorsque Conrad l'interroge, et décide de le tuer en le faisant passer dans les deux meules d'un moulin à sucre. Sarov arrête Conrad et Alex s'évanouit.
Alex se réveille à la Casa de Oro et rencontre Sarov, qui lui révèle que Conrad a placé un explosif sur le "Mayfair Lady" pour éviter que le vendeur n'alerte les autorités. Le lendemain, Sarov révèle que son fils Vladamir est mort en Afghanistan. Sarov envisage d'adopter Alex, dont l'apparence physique et la personnalité sont similaires à celles de Vladamir. Il cache Alex dans une ancienne maison d'esclaves lorsque le président Kiriyenko arrive. Alex tente de s'échapper du manoir en se cachant dans le coffre d'une voiture, mais Sarov l'attrape à l'aide d'un détecteur de battements de cœur. Le général épargne à nouveau la vie d'Alex, mais le punit par des tortures psychologiques. Lors d'un dîner, Sarov drogue Kiryenko et l'emprisonne avec sa suite, avant d'emmener Alex, Conrad, la tête nucléaire et sa garde rapprochée dans l'avion privé de Kiryenko jusqu'à Mourmansk, en Russie, où se trouve un chantier naval de sous-marins nucléaires hors d'usage.
Sarov prévoit de faire exploser l'ogive dans le chantier naval pour faire croire à l'explosion d'un sous-marin. L'Europe étant rendue inhabitable par les retombées nucléaires et la Russie étant tenue pour responsable de la catastrophe, des images trafiquées seront diffusées pour discréditer Kiriyenko, l'évincer du pouvoir et ramener la Russie au communisme sous l'égide de Sarov. Sarov déclenchera ensuite des guerres jusqu'à ce que le monde entier soit soumis à un gouvernement communiste et prévoit qu'Alex prendra le relais des années plus tard. Lorsque l'avion fait une escale à Édimbourg, Alex utilise une grenade paralysante déguisée en porte-clés pour s'échapper, neutralisant temporairement Sarov et Conrad. Alex tente d'appeler la police mais est arrêté par George Prescott, un agent de sécurité. Sarov reprend ensuite Alex et Conrad tue le garde. L'avion atterrit ensuite en Russie, où Sarov retrouve les soldats qui ont combattu sous ses ordres et qui sont tous fidèles à son objectif de communisme mondial.
A Mourmansk, Conrad pose la bombe sur un sous-marin à l'aide d'une grue. Alex est menotté à une rambarde. Pour sa trahison, Sarov prévoit de le faire mourir dans l'explosion. Après le départ de Sarov pour Moscou, Alex se libère. Alex se bat avec Conrad, qui a décidé de désobéir au général et de tuer Alex lui-même. L'armée et la marine russes arrivent et déclenchent une fusillade contre les hommes de Sarov. Lorsqu'Alex explique sa situation à Prescott, son bureau entend leur conversation par l'intermédiaire de la radio de ce dernier. Ils préviennent le MI6 qui, à son tour, avertit les Russes. Bien que plus fort qu'Alex, Conrad (qui a de nombreux morceaux de métal à l'intérieur de son corps à la suite d'un attentat raté des années plus tôt) est happé par l'électro-aimant d'une grue, qui le tire avec une force extrême. Il se brise la nuque. Alex prend le contrôle de la grue, laisse tomber le corps de Conrad dans la mer et retire la bombe nucléaire du sous-marin. Il retire ensuite la carte de détonation, pour se voir ordonner de la remettre en place sous la menace d'un Sarov, qui prévoit maintenant de neutraliser la bombe, de la faire exploser et de tuer tout le monde sur le chantier naval, tout en mettant son plan à exécution. Alex jette la carte dans l'océan et refuse de devenir le fils de Sarov. Incapable de vivre avec lui-même, et pour éviter d'être jugé, Sarov se tue devant Alex.
Alex est déprimé après cette aventure éprouvante. Cependant, Sabina Pleasure, avec qui il s'est lié d'amitié à Wimbledon, l'invite plus tard à passer quelques semaines de vacances avec sa famille en France, ce qui lui remonte le moral.